# بيتر جيمس لي
بيتر جيمس لي (بالإنجليزية: Peter James Lee)‏ هو قسيس أمريكي، ولد في 11 مايو 1938 في غرينفيل في الولايات المتحدة.